# Jesús Chagoyen
Pour les articles homonymes, voir Jésus (prénom).
Jesús Chagoyen Latienda, né le 21 septembre 1977 à Jerez de la Frontera, est un joueur espagnol de basket-ball.